# L&C
L&C en Leonard zijn een Britse historisch merken van motorfietsen.
De bedrijfsnaam was: J. Leonard & Co., Long Acre, London.
J. Leonard produceerde in 1903 en 1906 motorfietsen met inbouwmotoren van het Europese vasteland, zoals De Dion, Minerva en Antoine. In die jaren waren Britse fabrikanten nog afhankelijk van Europese leveranciers omdat het door de strenge verkeerswetgeving (zoals de Red Flag Act) niet zinvol was voertuigen te ontwikkelen die niet sneller waren dan een voetganger, fietser of ruiter. Deze motorfietsen werden onder de merknaam L&C verkocht.
Men leverde ook modellen onder de naam Leonard. Deze waren voorzien van motoren van Minerva, Fafnir of MMC. Dit laatste bedrijf was weliswaar Brits (gevestigd in Clapham), maar het produceerde De Dion-Bouton-motoren in licentie.